# پردیس دانشگاهی ژوسیو

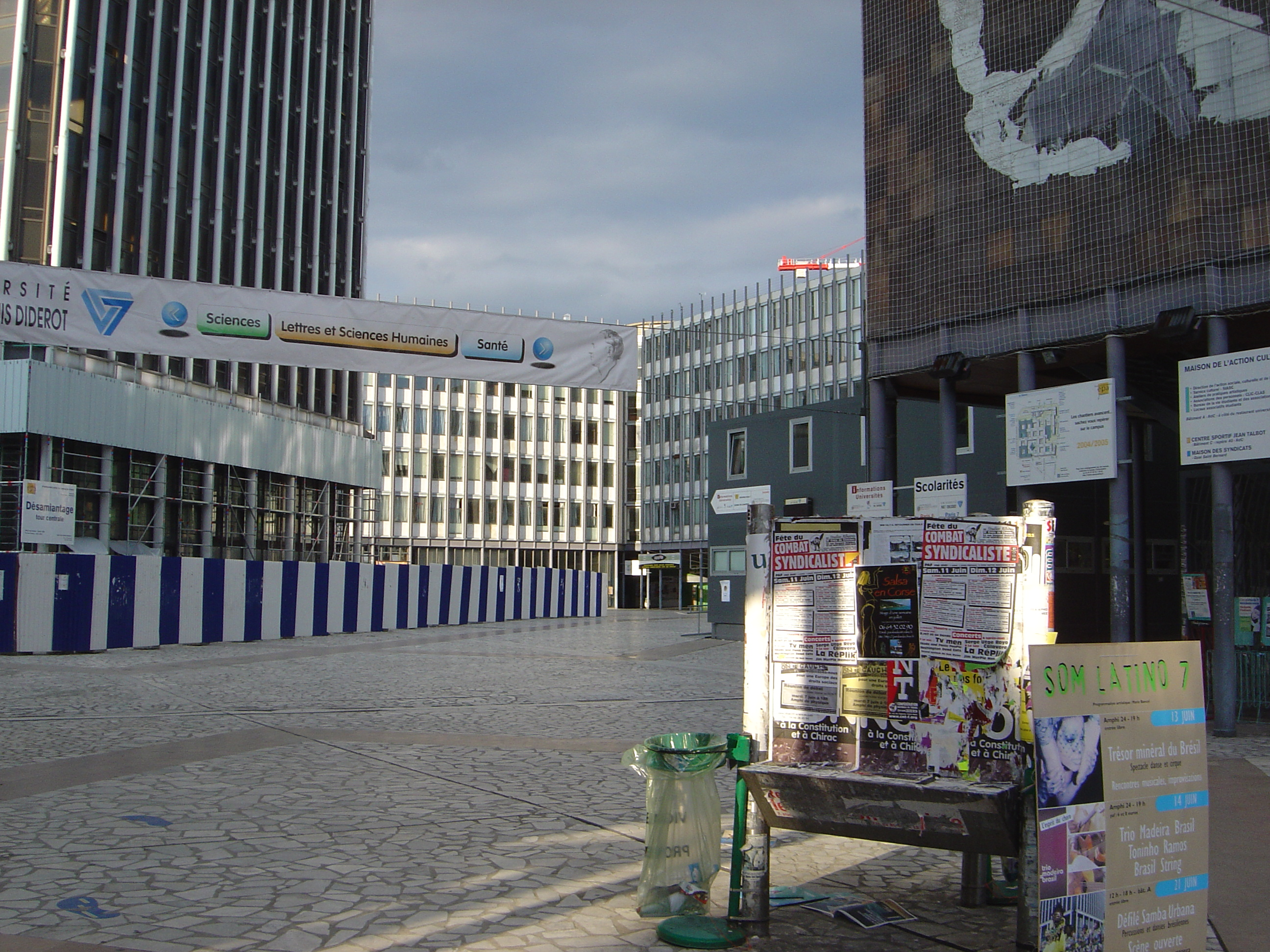
ساختمان پردیس دانشگاهی ژوسیو

کمپ ژوسیو (به فرانسوی:Campus Universitaire de Jussieu):مجموعه دانشگاهی است واقع در محله لاتین پاریس.درب اصلی این کمپ دانشگاهی در میدانی به همین نام (ژوسیو) واقع شده است.
این محل، کمپ اصلی دانشگاه پاریس ۶است.
این مجموعه در سال ۱۹۷۱ افتتاح شد. ساختمان اصلی این کمپ که به عنوان مدیریت از آن استفاده می‌شود ساختمانی ۹۰ متری و ۲۴ طبقه است که ساختمان زامانسکی نام دارد.
دسترسی به این کمپ دانشگاهی از طریق ایستگاه ژوسیوی مترو پاریس و خطوط اتوبوس امکان‌پذیر است.